# Lázaro Florenza
Lázaro Florenza Rifá (San Felíu de Guixols, España, 25 de diciembre de 1904-Mataró, 1982) fue un futbolista español.

## Trayectoria
Criado en la calle Campaneria de San Feliu de Guíxols, con 14 años empezó a defender la portería del equipo de su pueblo, el Ateneu Esportiu. Formó parte de un equipo histórico de los azulgrana, que en 1922 se proclamaron campeones de Cataluña de segunda categoría. Tras este título, aceptó una oferta para jugar en el Iluro Sport Club de Mataró, cuya meta defendió hasta 1926, cuando fue fichado por el CE Europa para reemplazar a Enrique Bordoy.
Con el CE Europa participó en la primera temporada de la Primera División de España, disputada en 1929. Durante tres campañas jugó 43 partidos de liga con los escapulados, siendo el guardameta que más veces ha defendido la meta europeísta en Primera División. 
La temporada 1931/32 el CE Europa, que había descendido a Segunda División, se fusionó con el Gracia FC para jugar en la categoría de plata con el nombre de Cataluña FC. Florensa inició el campeonato en el nuevo equipo, pero pocas semanas después se marchó al RCD Español. Con los blanquiazules jugó otras tres campañas en Primera División, las dos primeras como titular indiscutible, siendo relegado posteriormente por Alberto Martorell.
La temporada 1934/35 dejó el fútbol profesional para jugar en el FC Mataró y se retiró un año más tarde en el también mataronense Iluro SC.